# Filmjahr 1888
Liste der Filmjahre

Filmjahr 1888 | 1889 | 1890 | 1891 | 1892 | ► | ►►

Weitere Ereignisse

## Ereignisse
- Oktober: Dem französischen Fotografen Louis Le Prince wird ein Patent für eine Filmkamera erteilt. Im gleichen Monat stellt er in Leeds mit Roundhay Garden Scene und Traffic Crossing Leeds Bridge die ältesten bekannten Filme der Geschichte her.
- Étienne-Jules Marey verwendet erstmals einen Rollfilm für seine Chronofotografien.
- Émile Reynaud entwickelt mit dem Théâtre Optique ein Projektionssystem für gezeichnete Bilder, welches er aber erst 1892 der Öffentlichkeit präsentieren wird.
- William K. L. Dickson beginnt in den Laboratorien von Thomas Alva Edison mit den Arbeiten an der Entwicklung einer Apparatur zur Aufzeichnung „bewegter Bilder“.

## Geboren

### Januar/Februar

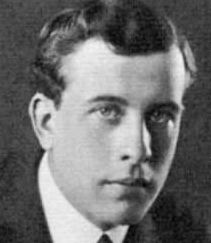
George B. Seitz (* 3. Januar)

- 03. Januar: George B. Seitz, US-amerikanischer Regisseur und Drehbuchautor († 1944)
- 08. Januar: Heinrich Witte, deutscher Schauspieler († 1933)
- 10. Januar: Charles Previn, US-amerikanischer Komponist († 1973)
- 21. Januar: Mime Misu, rumänischer Schauspieler, Drehbuchautor und Regisseur († 1953)
- 24. Januar: Vicki Baum, österreichische Schriftstellerin († 1960)
- 30. Januar: Walther Harich, deutscher Schriftsteller († 1931)

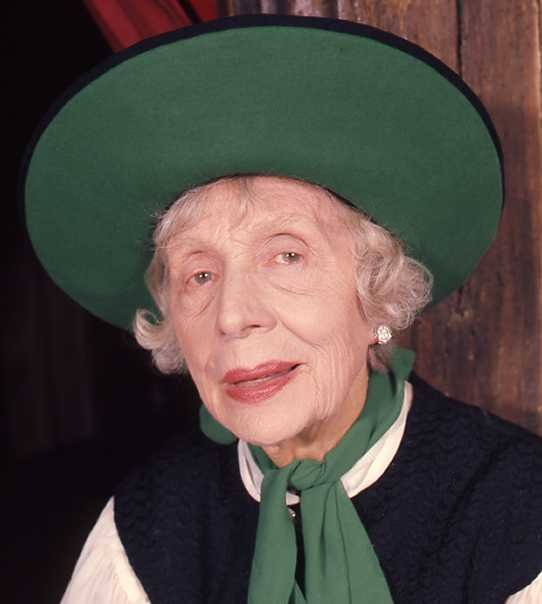
Edith Evans (* 8. Februar)

- 08. Februar: Edith Evans, britische Schauspielerin († 1976)
- 10. Februar: Harry Beaumont, US-amerikanischer Regisseur († 1966)
- 11. Februar: Hanns Schwarz, österreichischer Filmregisseur († 1945)
- 13. Februar: Roland Schacht, deutscher Kritiker und Drehbuchautor († 1961)
- 21. Februar: Clemence Dane, britische Schriftstellerin und Drehbuchautorin († 1965)
- 22. Februar: Gussy Holl, deutsche Schauspielerin und Sängerin († 1966)
- 23. Februar: Josef Eichheim, deutscher Schauspieler († 1945)
- 26. Februar: John Leipold, US-amerikanischer Komponist († 1970)

### März/April
- 05. März: Jules Furthman, US-amerikanischer Drehbuchautor († 1966)
- 07. März: Albrecht Schoenhals, deutscher Schauspieler († 1978)
- 10. März: Barry Fitzgerald, irischer Schauspieler († 1961)
- 12. März: Florence Lee, US-amerikanische Schauspielerin († 1962)
- 16. März: Harry E. Edington, US-amerikanischer Produzent († 1949)
- 17. März: Nugent Slaughter, US-amerikanischer Technikpionier († 1968)
- 24. März: Jameson Thomas, britischer Schauspieler († 1939)
- 24. März: Franz Weber, deutscher Schauspieler († 1962)
- 27. März: Agnes Windeck, deutsche Schauspielerin († 1975)
- 29. März: Hermann Blaß, österreichischer Schauspieler († 1941)

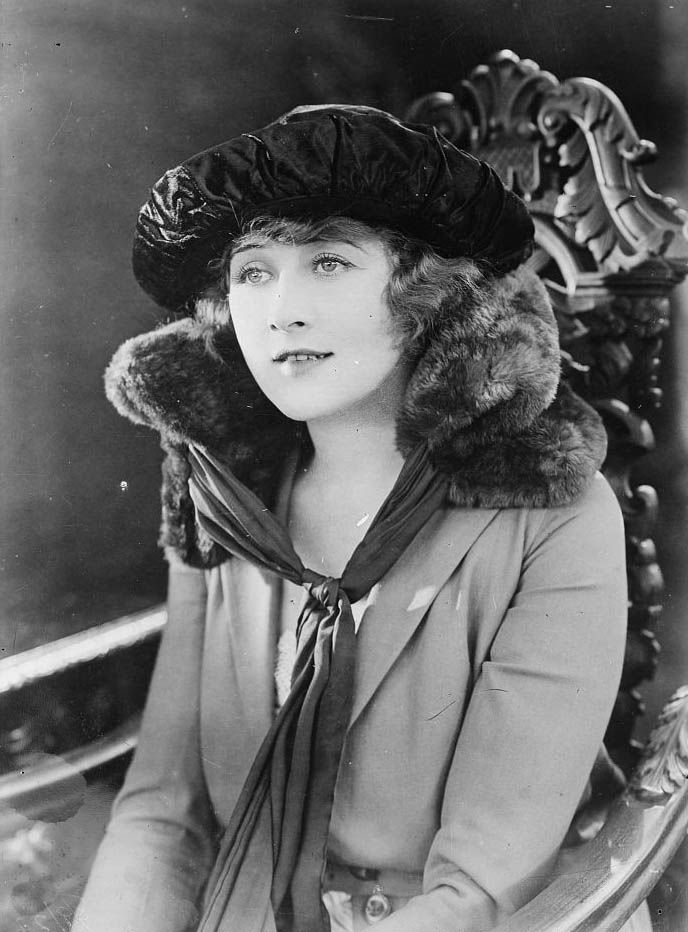
Anna Q. Nilsson (* 30. März)

- 30. März: Anna Q. Nilsson, schwedische Schauspielerin († 1974)

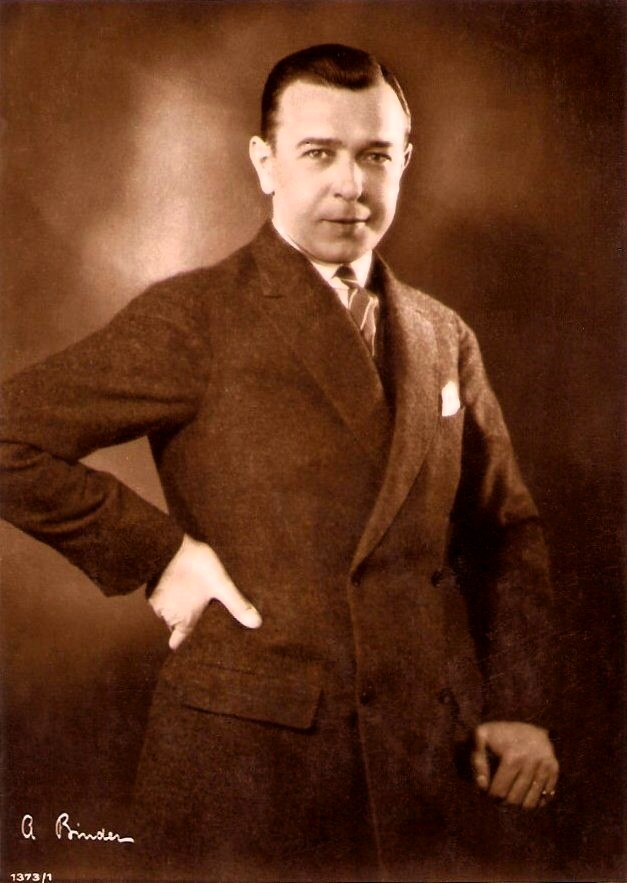
Georg Alexander (* 3. April)

- 03. April: Georg Alexander, deutscher Schauspieler, Regisseur und Produzent († 1945)
- 04. April: Harry Oliver, US-amerikanischer Szenenbildner und Art Director († 1973)
- 06. April: Hans Richter, deutscher Filmkünstler († 1976)
- 08. April: Victor Schertzinger, US-amerikanischer Komponist, Regisseur, Produzent und Drehbuchautor († 1941)
- 14. April: Franz Seitz senior, deutscher Schauspieler, Regisseur und Drehbuchautor († 1952)
- 15. April: Florence Bates, US-amerikanische Schauspielerin († 1954)
- 19. April: William Axt, US-amerikanischer Komponist († 1959)
- 20. April: Charles D. Hall, britisch-amerikanischer Szenenbildner († 1970)
- 23. April: Marcel L’Herbier, französischer Regisseur, Drehbuchautor und Produzent († 1979)
- 24. April: Alfred Rosenthal, deutscher Filmjournalist und -lobbyist († 1942)
- 25. April: Orville O. Dull, US-amerikanischer Regisseur und Produzent († 1978)
- 26. April: Anita Loos, US-amerikanische Drehbuchautorin († 1981)

### Mai/Juni

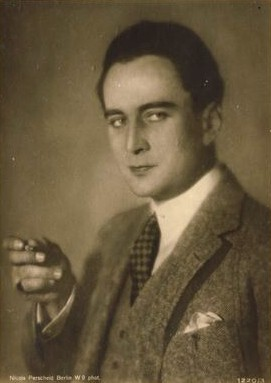
Alphons Fryland (* 1. Mai)

- 01. Mai: Alphons Fryland, österreichischer Schauspieler († 1953)
- 02. Mai: Harry Perry, US-amerikanischer Kameramann († 1985)
- 03. Mai: Beulah Bondi, US-amerikanische Schauspielerin († 1981)
- 03. Mai: Alfred Braun, deutscher Schauspieler, Regisseur und Drehbuchautor († 1978)
- 04. Mai: Carl L. Kirmse, deutscher Filmarchitekt († 1982)
- 05. Mai: Werner Scheff, deutscher Schriftsteller und Drehbuchautor († 1947)
- 07. Mai: Selmer Jackson, US-amerikanischer Schauspieler († 1971)
- 08. Mai: Philip Rosen, US-amerikanischer Regisseur, Kameramann und Produzent († 1951)
- 10. Mai: Max Steiner, österreichischer Komponist († 1971)
- 11. Mai: Guglielmo Barnabò, italienischer Schauspieler († 1954)
- 11. Mai: Irving Berlin, US-amerikanischer Komponist († 1989)
- 11. Mai: Fritz Hirsch, deutscher Schauspieler († 1942)
- 14. Mai: Miles Mander, britischer Schauspieler, Regisseur, Drehbuchautor und Produzent († 1946)
- 15. Mai: Walter Lantzsch, deutscher Schauspieler († 1952)
- 16. Mai: Wilhelm von Kaufmann, deutscher Produzent († 1959)
- 17. Mai: Annie Rosar, österreichische Schauspielerin († 1963)
- 18. Mai: Naresh Mitra, bengalischer Schauspieler und Regisseur († 1968)
- 21. Mai: Rudolf Bamberger, deutscher Filmarchitekt und Dokumentarfilmregisseur († 1944/1945)
- 24. Mai: Mae Dahlberg, australische Tänzerin und Schauspielerin († 1969/1970)
- 25. Mai: William Kahn, deutscher Regisseur, Drehbuchautor und Produzent († 1941/1943)
- 25. Mai: Miles Malleson, britischer Schauspieler und Drehbuchautor († 1969)
- 27. Mai: Louis Durey, französischer Komponist († 1979)
- 31. Mai: Jack Holt, US-amerikanischer Schauspieler († 1951)

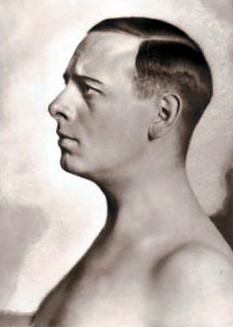
Johannes Riemann (* 31. Mai)

- 31. Mai: Johannes Riemann, deutscher Schauspieler, Regisseur und Drehbuchautor († 1959)

- 02. Juni: Hans Karl Breslauer, österreichischer Schauspieler, Regisseur und Drehbuchautor († 1965)

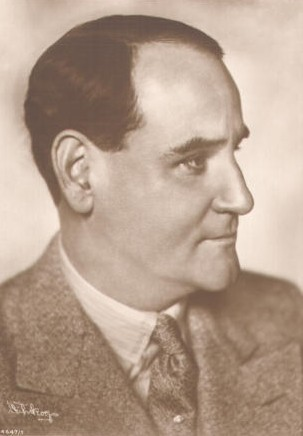
Hans Adalbert Schlettow (* 11. Juni)

- 11. Juni: Hans Adalbert Schlettow, deutscher Schauspieler († 1945)
- 15. Juni: Sidney D. Mitchell, US-amerikanischer Liedtexter und Komponist († 1942)
- 18. Juni: Margarita Xirgu, spanische Schauspielerin († 1969)
- 20. Juni: Guido Bagier, deutscher Tontechniker, Regisseur, Komponist und Produzent († 1967)
- 21. Juni: Ernst Pröckl, österreichischer Schauspieler und Regisseur († 1957)
- 22. Juni: Eduard Bornträger, deutscher Schauspieler († 1958)
- 25. Juni: Arthur Robison, deutscher Regisseur und Drehbuchautor († 1935)
- 27. Juni: Antoinette Perry, US-amerikanische Schauspielerin († 1946)

### Juli/August
- 05. Juli: Hans von Wolzogen, deutscher Drehbuchautor, Regisseur und Produzent († 1954)
- 10. Juli: Renée Björling, schwedische Schauspielerin († 1975)
- 10. Juli: Vera Schwarz, österreichische Opernsängerin († 1964)
- 14. Juli: Jean Murat, französischer Schauspieler († 1968)
- 15. Juli: Nathan Levinson, US-amerikanischer Tontechniker, Pionier des Tonfilms († 1952)
- 19. Juli: Maria Seidler, deutsche Schauspielerin († 1972)
- 23. Juli: Raymond Chandler, US-amerikanischer Schriftsteller und Drehbuchautor († 1959)

- 02. August: Cecil Cunningham, US-amerikanische Schauspielerin († 1959)
- 02. August: Edwin C. Hahn, US-amerikanischer Filmtechniker († 1942)
- 09. August: Fred C. Newmeyer, US-amerikanischer Schauspieler und Regisseur († 1967)
- 09. August: Ludwig Schaschek, österreichischer Kameramann († 1948)
- 10. August: Max Jacob, deutscher Puppenspieler († 1967)
- 13. August: Johannes Meyer, deutscher Drehbuchautor und Regisseur († 1976)
- 14. August: Robert Woolsey, US-amerikanischer Schauspieler und Komiker († 1938)
- 15. August: Hermann Leopoldi, österreichischer Komponist und Kabarettist († 1959)
- 17. August: Monty Woolley, US-amerikanischer Schauspieler († 1963)
- 20. August: Bernhard Schwidewski, deutscher Filmarchitekt und Bühnenbildner († 1966)
- 22. August: Willi Schur, deutscher Schauspieler und Regisseur († 1940)
- 23. August: Edward H. Griffith, US-amerikanischer Regisseur und Produzent († 1975)
- 28. August: Erna Nitter, deutsche Schauspielerin († 1986)

### September/Oktober
- 06. September: Kurt Schröder, deutscher Dirigent und Komponist († 1962)

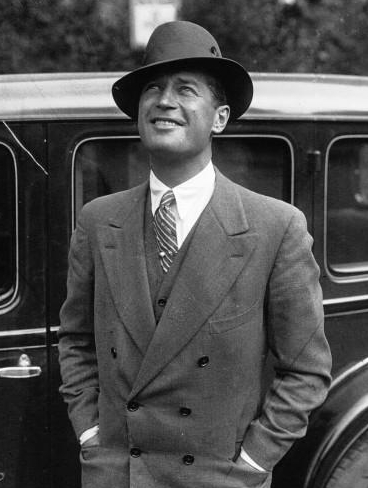
Maurice Chevalier (* 12. September)

- 12. September: Maurice Chevalier, französischer Schauspieler († 1972)
- 12. September: John Stone, US-amerikanischer Produzent und Drehbuchautor († 1961)
- 19. September: Porter Hall, US-amerikanischer Schauspieler († 1953)

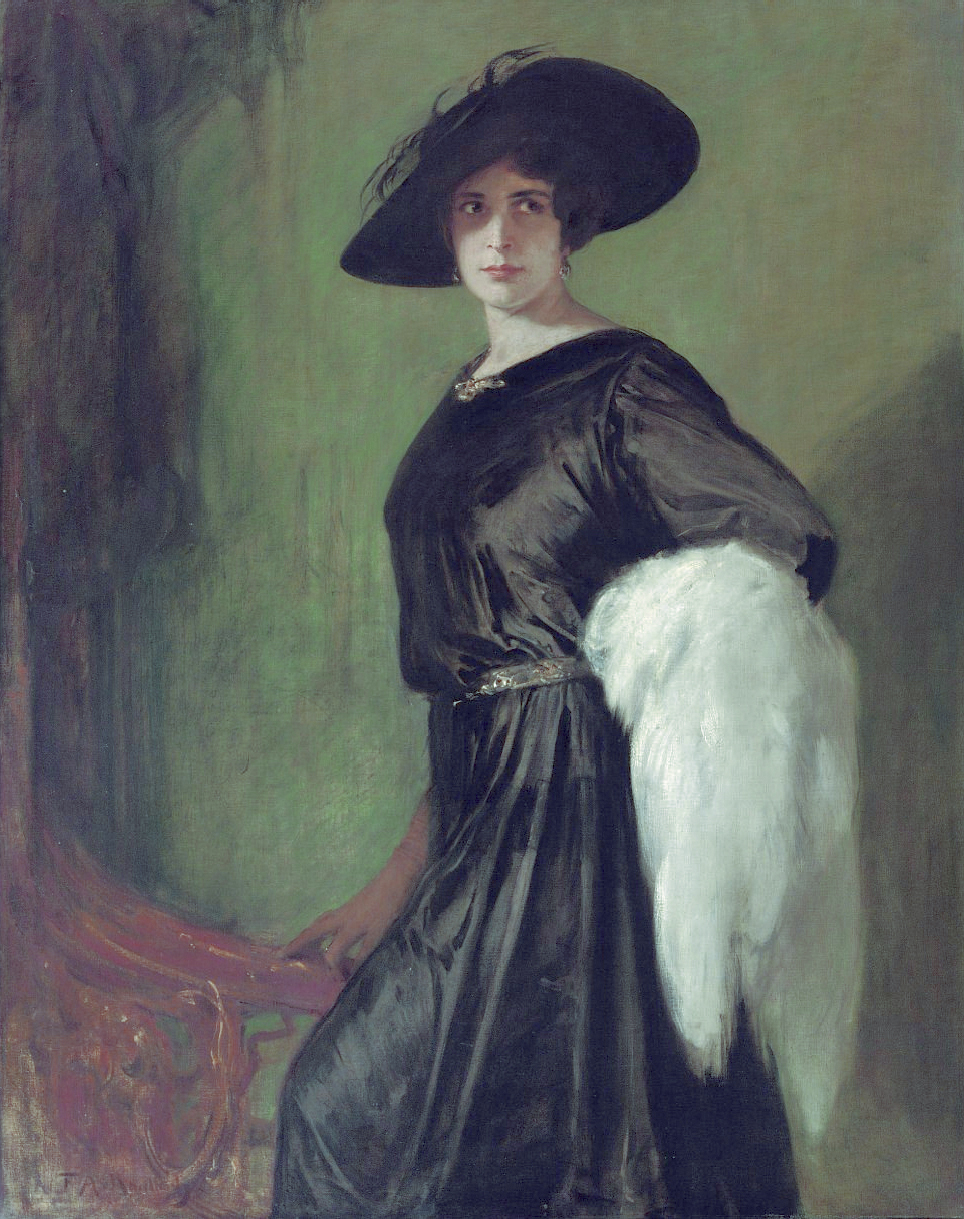
Hanna Ralph (* 25. September)

- 25. September: Hanna Ralph, deutsche Schauspielerin († 1978)
- 25. September: S. O. Schoening, deutscher Schauspieler († 1949)
- 25. September: T. S. Eliot, amerikanisch-britischer Schriftsteller († 1965)

- 03. Oktober: Roy Webb, US-amerikanischer Komponist († 1982)
- 06. Oktober: Hermann Feiner, österreichisch-deutscher Schauspieler und Regisseur († 1944)
- 08. Oktober: Leonore Ehn, österreichische Schauspielerin († 1978)
- 09. Oktober: Irving Cummings, US-amerikanischer Schauspieler und Regisseur († 1959)
- 14. Oktober: Joseph Breen, US-amerikanischer Filmzensor († 1965)
- 15. Oktober: S. S. Van Dine, US-amerikanischer Schriftsteller († 1939)
- 16. Oktober: Eugene O’Neill, US-amerikanischer Dramatiker († 1953)
- 19. Oktober: Walter McGrail, US-amerikanischer Schauspieler († 1970)
- 27. Oktober: Richard Eichberg, deutscher Regisseur, Schauspieler und Produzent († 1952)

### November/Dezember
- 01. November: Marga Lindt, deutsche Schauspielerin († 1969)
- 03. November: Roland Betsch, deutscher Schriftsteller und Dramatiker († 1945)

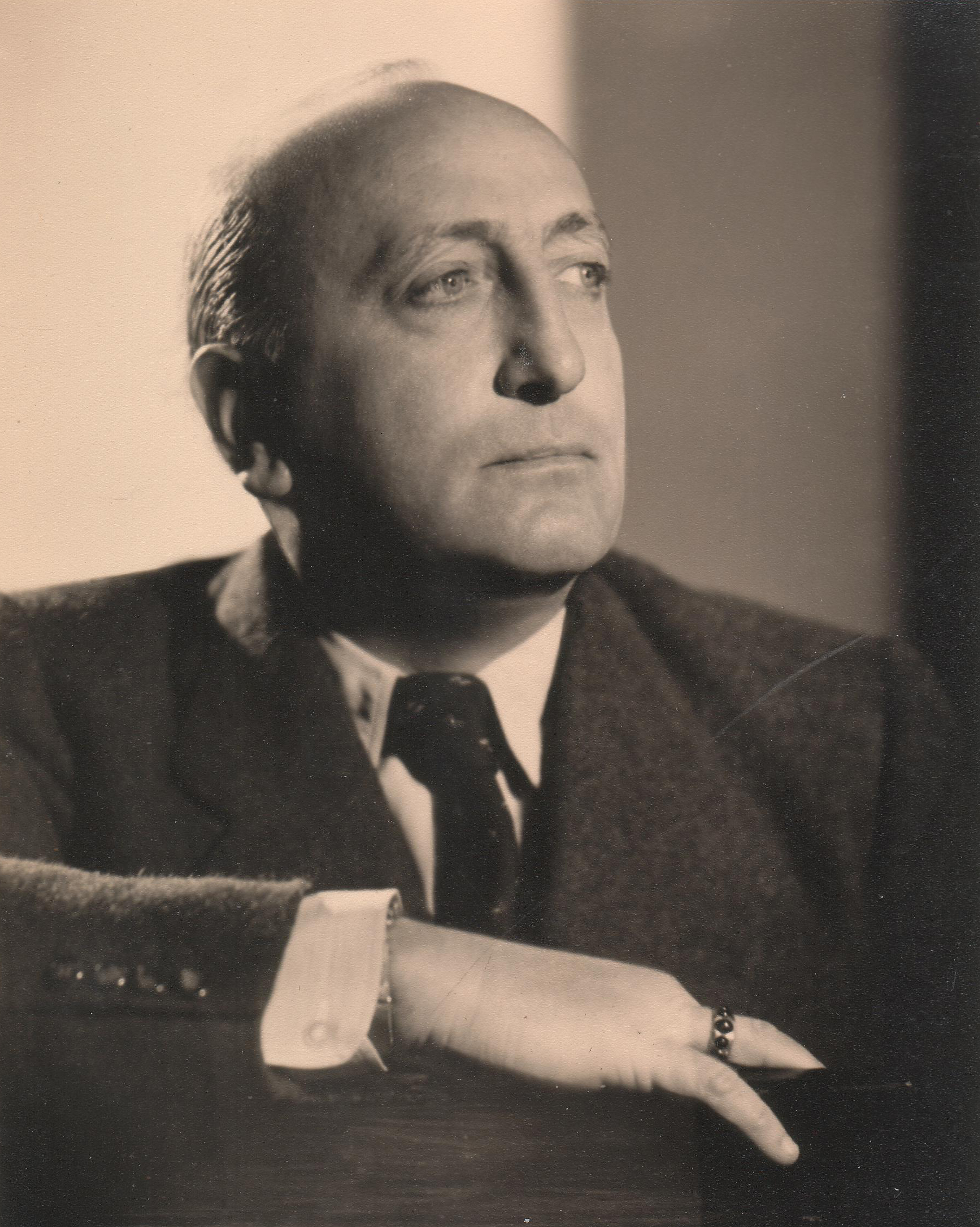
Karl Ritter (* 7. November)

- 07. November: Karl Ritter, deutscher Regisseur, Drehbuchautor und Produzent († 1977)

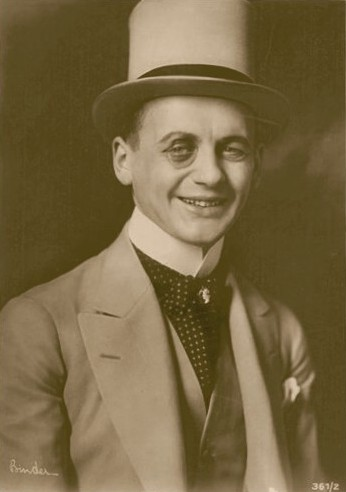
Reinhold Schünzel (* 7. November)

- 07. November: Reinhold Schünzel, deutscher Schauspieler und Regisseur († 1954)
- 16. November: Ray Binger, US-amerikanischer Kameramann und Spezialeffektkünstler († 1970)
- 17. November: Curt Goetz, deutsch-schweizerischer Schriftsteller und Schauspieler († 1960)
- 18. November: Frances Marion, US-amerikanische Drehbuchautorin († 1973)
- 18. November: Gustaf Molander, schwedischer Regisseur und Drehbuchautor († 1973)
- 19. November: Fred Church, US-amerikanischer Schauspieler († 1983)
- 23. November: Harpo Marx, US-amerikanischer Komiker († 1964)
- 24. November: Cathleen Nesbitt, britische Schauspielerin († 1982)
- 24. November: Jacques Rotmil, russischer Filmarchitekt († 1944)
- 27. November: Alberto Colombo, US-amerikanischer Komponist († 1954)
- 27. November: Paul Merzbach, österreichischer Drehbuchautor, Regisseur und Schnittmeister († 1943)
- 30. November: Kenneth Macgowan, US-amerikanischer Produzent († 1963)

- 06. Dezember: Will Hay, britischer Schauspieler († 1949)
- 07. Dezember: Albert Florath, deutscher Schauspieler († 1957)
- 10. Dezember: Hans Nerking, deutscher Regisseur und Schauspieler († 1964)
- 15. Dezember: Maxwell Anderson, US-amerikanischer Dramatiker († 1959)
- 17. Dezember: Mano Ziffer-Teschenbruck, österreichischer Regisseur († 1968)
- 18. Dezember: Gladys Cooper, britische Schauspielerin († 1971)
- 19. Dezember: Fritz Reiner, US-amerikanischer Dirigent († 1963)
- 22. Dezember: Lucien Hubbard, US-amerikanischer Drehbuchautor, Produzent und Regisseur († 1971)
- 22. Dezember: J. Arthur Rank, britischer Produzent († 1972)
- 23. Dezember: Christa Winsloe, deutsch-ungarische Schriftstellerin und Drehbuchautorin († 1944)
- 24. Dezember: Michael Curtiz, ungarisch-amerikanischer Regisseur († 1962)
- 27. Dezember: Thea von Harbou, deutsche Schauspielerin, Drehbuchautorin und Regisseurin († 1954)
- 27. Dezember: Alfred Neugebauer, österreichischer Schauspieler († 1957)
- 28. Dezember: Martin Branner, US-amerikanischer Comiczeichner († 1970)

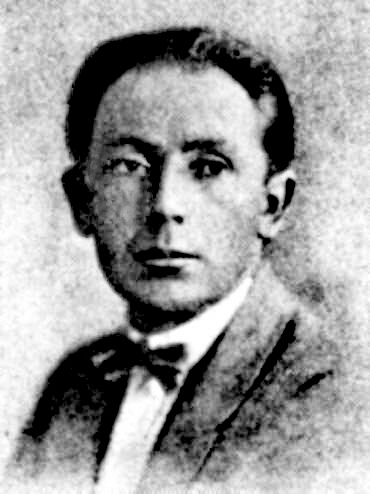
Friedrich Wilhelm Murnau (* 28. Dezember)

- 28. Dezember: Friedrich Wilhelm Murnau, deutscher Regisseur († 1931)

### Genaues Geburtsdatum unbekannt
- Mechthildis Thein, deutsche Schauspielerin († 1959)